# برزخ (مجموعه تلویزیونی ارمنستانی)
برزخ (ارمنی: Քավարան؛ انگلیسی: Purgatory) یک مجموعه تلویزیونی درام معمایی ارمنستانی  محصول سال ۲۰۱۷ کشور ارمنستان به کارگردانی هاروت شاتیان، تهیه‌کنندگی آرا باغداساریان و نویسندگی آناهیت جاهسوواریان می‌باشد. این مجموعه از روز ۶ مارس ۲۰۱۷ از آرمنیا تی‌وی شروع به نمایش درآمد. بیشتر داستان این مجموعه در روستای آرینج در ارمنستان اتفاق می‌افتد. این مجموعه تلویزیونی، گوگل‌ترین مجموعه تلویزیونی ارمنستانی می‌باشد.

## داستان
شخصیت اصلی این مجموعه کریست یک تاجر ثروتمند و موفق می‌باشد. یک سال از اینکه سال نو میلادی را هر ساله به یک صورت شکل جشن بگیرد خسته شده است؛ بنابراین چیزی متفاوت از سال‌های قبل می‌خواهد. در آن زمان، وی پیشنهادی از یک آژانس مسافرتی برای جشن گرفتن سال نو در صومعه دادی وانک واقع در جمهوری آرتساخ دریافت می‌کند. و این دقیقاً همان چیزی‌ست که وی می‌خواهد. اما نه کریست و نه ۱۲ مسافر حتی نمی‌توانند تصور کنند چه چیزی در صومعه ارامنه در انتظار آنهاست. یک جشن شاد به یک آزمایش سخت تبدیل می‌شود و همه آنها به‌طور ناامیدانه به دام می‌افتند و یافتن راهی برای خروج تقریباً غیرممکن به نظر می‌رسد. ...

## یادداشت
1. ↑  Հրաչ Մանուչարյան
2. ↑  Արմենիա Պրեմիում
3. ↑  Հարութ Շատյան
4. ↑  Ara Baghdasaryan
5. ↑  Anahit Jakhsuvaryan/Անահիտ Շահսուվարյան